# Suak Buluh
Suak Buluh is een bestuurslaag in het regentschap Simeulue van de provincie Atjeh, Indonesië. Suak Buluh telt 1184 inwoners (volkstelling 2010).